# Britannia High
Britannia High is een Britse musical/dramaserie die draait om de levens van een groep jongeren en hun leraren op de fictieve Londense theaterschool Britannia High.
De serie is bedacht door Arlene Philips en David Ian in de zomer van 2007. De landelijke audities begonnen in oktober 2007. Begin 2008 werd begonnen met de opnamen.
Britannia High heeft negen afleveringen waarbij in elke aflevering een andere student centraal staat die zijn of haar persoonlijke problemen moet overwinnen op Britannia High. De laatste aflevering is een live uitvoering van een musical.
De serie maakt gebruik van oorspronkelijke filmmuziek, die werd gemaakt door een ploeg van producenten geleid door Gary Barlow.
In 2009 is bekendgemaakt dat Britannia High wegens tegenvallende kijkcijfers geen vervolg krijgt.

## Rolverdeling
| Personage         | Acteur               | Biografie | Afleveringen in middelpunt |
| ----------------- | -------------------- | --- | -------------------------- |
| Lauren Waters     | Georgina Hagen       | Lauren komt uit een kleine stad en voelt zich daarom wat ongemakkelijk met de grote ego's op school. Als bijbaantje werkt ze in de keuken. Haar grootste talent is zingen. | 1.01                       |
| Danny             | Mitch Hewer          | Danny is een all-round talent op school. | 1.02                       |
| Jez Tyler         | Matthew James Thomas | Jez is intelligent en voelt zich meteen thuis op Britannia High. Hij is een singer-songwriter.                                                                             | 1.03                       |
| Lola Jonze        | Rana Roy             | Een goede danseres, haar optimisme maakt haar populair | 1.04                       |
| Claudine Cameron  | Sapphire Elia        | Claudine heeft showbizz in haar bloed en doet er alles aan om door te breken als zangeres en performer.                                                                    | 1.06                       |
| BB                | Marquelle Ward       | BB vindt zichzelf het Britse antwoord op Jamie Foxx maar hij is ondertussen het meest volwassen van alle studenten.                                                        | 1.05                       |
| Ronnie Nuttal     | Sophie Powels        | Ronnie werkt in de cafetaria van Britannia High. Ze hoopt dat die positie deuren opent en haar kansen oplevert in de showbizz.                                             | 1.08                       |
| Mr (Frank) Nugent | Mark Benton          | Mr. Nugent is de mentor van de studenten. |                            |
| Stefan            | Adam Garcia          | Stefan is de dansleraar en choreograaf. | 1.07                       |